# Обобщённая линейная модель
В статистике обобщенная линейная модель (ОЛМ) представляет собой гибкое обобщение классической линейной регрессии, которое позволяет использовать переменные реакции, имеющие модели распределения ошибок, отличные от нормального распределения. ОЛМ обобщает линейную регрессию, позволяя линейной модели быть связанной с переменной реакции через функцию, линейные модели были сформулированы Джоном Нелдером и Робертом Уэддерберном как способ объединения различных других статистических моделей, включая линейную регрессию, логистическую регрессию и регрессию Пуассона. Они предложили метод наименьших квадратов для оценки максимального правдоподобия параметров модели. Оценка максимального правдоподобия остаётся популярной и является методом по умолчанию во многих статистических вычислительных пакетах. Были разработаны и другие подходы, в том числе байесовские подходы и методы наименьших квадратов для получения стабилизированных по дисперсии ответов.